# Monolith (película de 1993)
Monolith (titulada: Monolith, el Apocalipsis en México y Comisionado para matar en España) es una película alemana-estadounidense de acción y ciencia ficción de 1993, dirigida por John Eyres, escrita por Stephen Lister y Eric Poppen, musicalizada por Frank Becker, en la fotografía estuvo Alan M. Trow y los protagonistas son Bill Paxton, Lindsay Frost y John Hurt, entre otros. El filme fue producido por EGM Film International y Moonstone Entertainment; se estrenó el 27 de mayo de 1993.

## Sinopsis
Trata acerca de dos policías que investigan el homicidio de un nene, y se terminan involucrando en un proyecto confidencial sobre vida extraterrestre.